# Andreas Peer Kähler
Andreas Peer Kähler (* 1958 in Essen) ist ein deutscher Dirigent und Komponist. Er leitet die Deutsch-Skandinavische Jugend-Philharmonie in Berlin.

## Leben
Andreas Peer Kähler studierte Komposition und Dirigieren an der Universität der Künste Berlin. Aufenthalte mit dem Deutschen Akademischen Austauschdienst brachten ihn nach Schweden und Finnland, wo er bei Eric Ericson und Jorma Panula studierte. Ebenso bereits zu Studienzeiten gründete Andreas Peer Kähler im Jahr 1981 die Deutsch-Skandinavische Jugend-Philharmonie, dessen musikalischer Leiter und Dirigent er bis heute ist. Auch anderweitig ist er seit seiner Studienzeit freiberuflich als Dirigent, Komponist, Konzertmoderator und Musikpädagoge tätig und ist im Berliner Raum vor allem durch seine Kinder-, Jugend- und Familienkonzerte bekannt.

## Karriere
Mit der Deutsch-Skandinavische Jugend-Philharmonie führt er vor allem Werke des nordischen Orchesterrepertoires auf. Mit dem 1990 gegründeten Kammerorchester Unter den Linden  entwickelte er ein Repertoire von Familienkonzerten. In Berlin tritt er vor allem im Kammermusiksaal der Berliner Philharmonie und im Rudolf-Steiner Haus in Berlin-Dahlem auf, mit über 50 Konzerten jährlich. Er trat zusammen mit Karoliina Kantelinen als Komponist der Orchesterrhapsodie Karalia Joik auf, die in der Berliner Philharmonie uraufgeführt wurde. Er ist für Gastspiele als Konzertmoderator oder Dirigent national – etwa für die Hamburger Camerata und das Usedomer Musikfestival – wie auch international gefragt.